# Lamine Bey
Lamine Bey, nom francisé de Mohamed el-Amine Bey (arabe : محمد الأمين باي), né le 4 septembre 1881 à Carthage (Tunisie) et mort le 30 septembre 1962 à Tunis (Tunisie), est le dernier bey de la dynastie des Husseinites qui a régné sur la Tunisie de 1705 à 1957.
Intronisé dans des conditions contestables à la suite de la destitution de son prédécesseur Moncef Bey par le général Henri Giraud en 1943, ce n'est qu'en 1948 que sa légitimité est reconnue par le peuple tunisien. Il se rapproche alors du mouvement nationaliste actif contre le protectorat français de Tunisie et en devient son représentant au plus haut niveau de l'État, n'hésitant pas à braver les résidents généraux qui se succèdent à Tunis.
Marginalisé par les représentants du Néo-Destour qui lui reprochent d'avoir accepté des réformes en 1954 alors que de nombreux militants nationalistes dont Habib Bourguiba sont toujours emprisonnés, il ne prend pas part aux négociations pour l'autonomie interne qu'il ratifie en 1955, ni à celles pour l'indépendance du pays obtenue en 1956. Après une phase d'hésitations où la mise en place d'une monarchie constitutionnelle est envisagée, le nouveau gouvernement tunisien décide d'instaurer la République le 25 juillet 1957. Lamine Bey est alors expulsé de son palais ainsi que toute sa famille. Leurs biens sont saisis et plusieurs membres incarcérés. Il finit sa vie dans un appartement exigu à Tunis.

## Biographie

### Intronisation contestée (1943)

#### Prince héritier de Moncef Bey
Le décès d'Ahmed II Bey le 19 juin 1942 marque le début de la vie publique du futur Lamine Bey. Conformément aux règles de succession, Moncef Bey devient le nouveau monarque et Lamine le prince héritier, ou « bey du camp ». Ce dernier est officiellement investi le 25 juin 1942 par le souverain qui le décore du Nichân Ahd El-Amân tout en l'élevant à la dignité de général de division. Le coiffeur de la cour délimite ensuite, sur le visage du nouveau prince héritier, le collier de barbe qu'il doit porter.
Un mois plus tard, il a l'occasion de montrer sa fidélité à son souverain lorsqu'il est contacté par l'un des conseillers de la cour, le général M'hammed Belkhodja. Ce dernier, craignant pour son avenir politique, a en effet tenté de persuader le résident général Jean-Pierre Esteva de démettre Moncef Bey en le présentant comme un homme dangereux. Mais Lamine préfère prévenir le monarque du complot qui se trame. Belkhodja est expulsé du palais le 30 juillet.

#### Destitution de Moncef Bey
Les évènements se précipitent à la fin de la campagne de Tunisie en mai 1943. Le général Alphonse Juin, commandant en chef des forces françaises en Afrique du Nord et résident général par intérim, arrive à Tunis avec des directives très claires qui lui ont été communiquées à Alger. Elles exigent la déposition de Moncef Bey « pour de prétendus faits de collaboration avec les puissances de l'Axe au cours de l'occupation et aussi pour les complaisances un peu trop marquées qu'on lui prêtait envers les agissements du Destour, parti nationaliste militant ouvertement hostile au protectorat. Elles précisaient au surplus qu'à l'occasion de la reprise en main des affaires tunisiennes par la France, il y avait intérêt à écarter du trône, pour des raisons semblables, l'héritier présomptif, Si Lamine, devenu bey du camp lors de l'avènement du bey Moncef, et à instituer un conseil de régence avec un nouveau gouvernement tunisien ».
Après enquête sur les agissements des deux princes pendant l'occupation allemande, Juin conclut qu'il n'y a rien à leur reprocher mais les ordres sont impératifs : « Je ne pouvais qu'obéir. Toutefois, je crus devoir ramener la solution à une abdication volontaire du bey Moncef, qui sauvegarderait sa dignité, et à son remplacement par le bey du camp, conformément à la règle de succession par ordre de primogéniture instaurée dans la dynastie husseinite. Aussi bien n'entendis-je pas donner suite à l'injonction d'écarter le bey du camp, Si Lamine, fort honnête homme, très effacé, et auquel, je l'avais fait vérifier, on n'avait absolument rien à reprocher ». Juin rend alors visite à Lamine dans sa villa de La Marsa pour s'assurer que celui-ci ne refuserait pas le trône proposé. Mais Lamine refuse de s'engager par respect pour le souverain. Il finit par céder, attiré par des avantages « que sa famille appréciait encore plus que lui-même, et qui se chargea, j'en suis sûr, de faire tomber ses dernières hésitations ».
Moncef Bey, refusant d'abdiquer, est destitué par le général Giraud le 14 mai 1943 et envoyé à Laghouat dans le Sahara algérien où on espère que la chaleur viendra à bout de sa résistance.

#### Intronisation de Lamine Bey

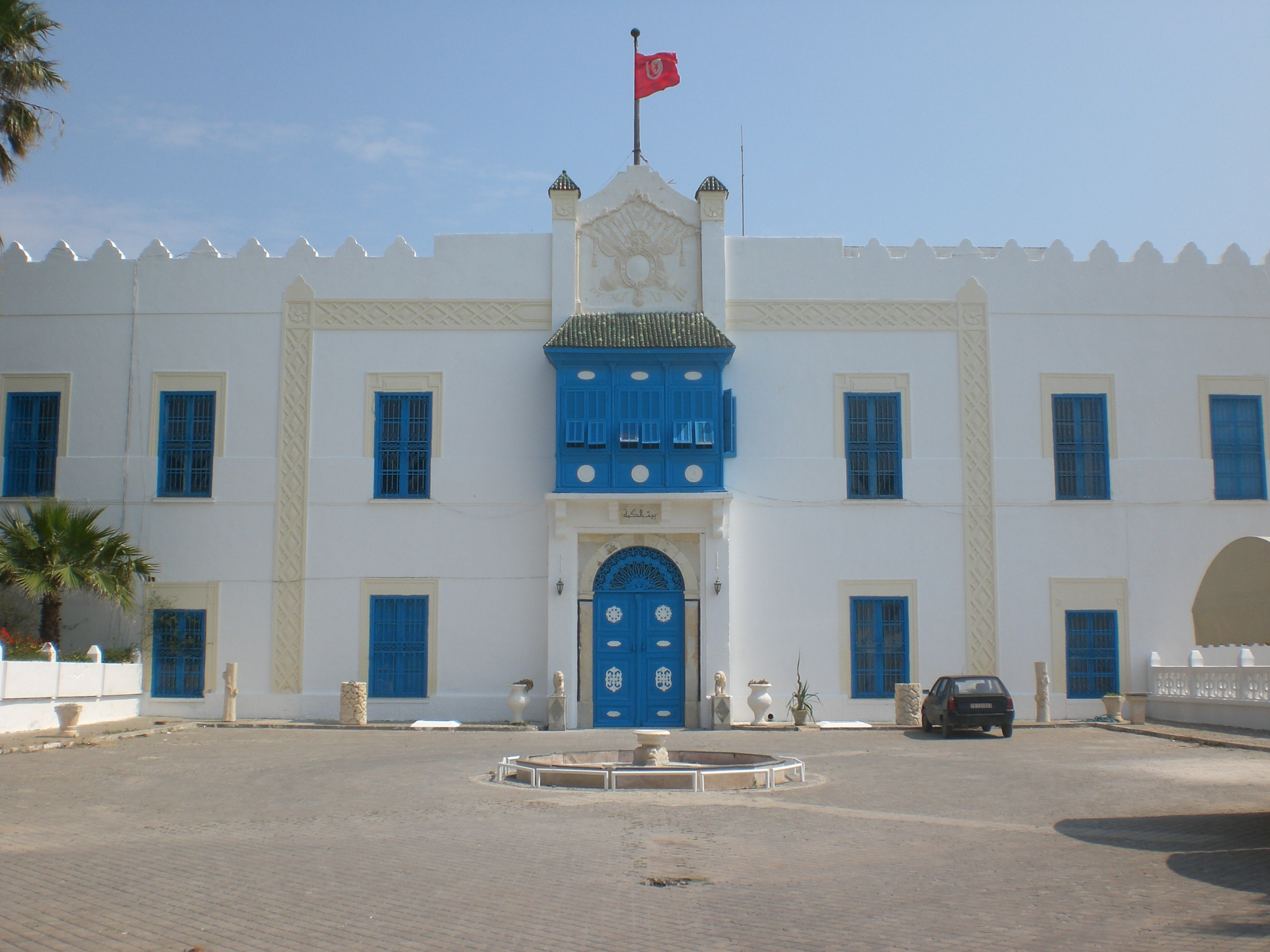
Vue de l'ancien palais de Carthage, résidence de Lamine Bey et de son père Habib Bey.

Lamine est intronisé le 15 mai 1943 au palais du Bardo par le général Juin qui le décore de la Légion d'honneur. Il reçoit alors les hommages des princes husseinites, des ministres et dignitaires de la cour, des membres du corps consulaire, des représentants des corps élus et des directeurs et chefs de service civils et militaires. À cette occasion, Lamine Bey remet en usage le baisemain que son prédécesseur avait abandonné. Le même jour, M'hamed Chenik présente la démission de son gouvernement qui avait été nommé par Moncef Bey. Il est remplacé par celui de Slaheddine Baccouche. Comme il est de coutume depuis le début du protectorat (à l'exception du gouvernement Chenik nommé par Moncef Bey), le nouveau souverain n'a pas été consulté sur le choix de ces ministres.
Ce n'est que le 6 juillet 1943 que Moncef Bey, affaibli par les conditions climatiques de sa nouvelle résidence, consent à signer son acte d'abdication, légitimant ainsi la désignation de son successeur. Mais pour beaucoup de Tunisiens, Lamine Bey est alors considéré comme un usurpateur.

### Début de règne difficile (1943-1948)

#### En butte à l'hostilité des Tunisiens

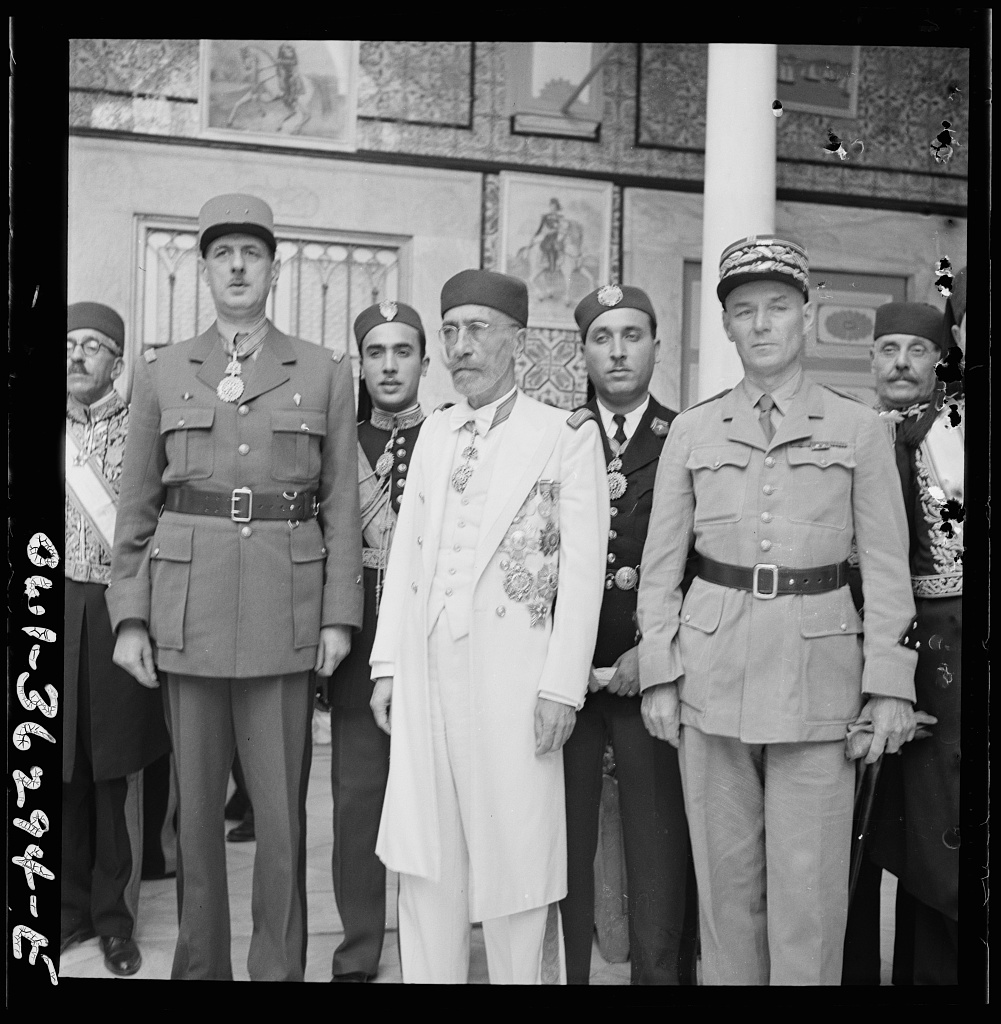
Visite à Tunis du général de Gaulle reçu par Lamine Bey et le résident général Mast.

Face aux « moncéfistes » qui demandent le retour du bey déchu, Lamine adopte un profil bas, inquiet à l'idée que le gouvernement français cède à ce mouvement général dans tout le pays. Ses rares déplacements lui montrent que ses sujets n'éprouvent à son égard que de l'indifférence, voire de l'hostilité. Pour remonter dans leur estime, il apporte son soutien aux professeurs zitouniens qui se mettent en grève en décembre 1943. Profitant de ses bonnes disponibilités, certains nationalistes parviennent à le convaincre de la nécessité de nommer des ministres néo-destouriens. Mais le bruit se répand également qu'il veut abdiquer et laisser son trône à Moncef Bey. Sa subite popularité disparaît dès que ces informations sont démenties.
La venue à Tunis du général De Gaulle le 7 mai 1944 à l'occasion du premier anniversaire de la libération de la ville fait espérer aux Tunisiens que l'ancien rival de Giraud va réparer l'injustice commise par celui qui a déposé Moncef Bey. Mais la cordialité qu'il affiche à l'égard de Lamine Bey ruine les espoirs des « moncéfistes ». Le général offre même au souverain une croix de Lorraine en or lorsque celui-ci lui apprend qu'il écoutait en cachette les émissions de Radio Londres avant la victoire des alliés en 1943. Le bijou sera longtemps porté par le bey sur son uniforme à côté de ses décorations.
L'hostilité vis-à-vis du monarque ne décroît pas pour autant. Il est même boycotté par les princes husseinites lorsqu'il se rend à la mosquée à l'occasion de l'Aïd es-Seghir. Pour rehausser son prestige, il est invité à Paris où il assiste au défilé du 14 juillet 1945 aux côtés du chef de l'État. Son séjour se prolonge en Allemagne où il peut contempler la défaite de ceux qui avaient envahi la Tunisie trois ans auparavant. Mais pour les Tunisiens, il reste le « bey des Français » et les quelques signes qu'il tente d'envoyer à la population n'y changent rien. Ainsi, en août 1946, alors que la capitale est paralysée par une grève générale dénonçant l'arrestation de plusieurs dirigeants nationalistes à l'issue du « Congrès de la Nuit du Destin », il prétexte des ennuis de santé pour annuler la « cérémonie du baise-main » qui devait se tenir à l'occasion de l'Aïd el-Fitr. Mais lorsqu'il parcourt les rues de Tunis en février 1947 à l'occasion du Mouled, il peut constater l'indifférence manifestée par les habitants. Le jour anniversaire de son accession au trône est même l'occasion pour les commerçants de fermer leur boutique et d'accrocher en bonne place le portrait de son prédécesseur. On crache aussi sur sa voiture. Dans ce climat de haine, sa santé se dégrade. En 1947, une radiographie décèle une lésion au poumon gauche. Cette nouvelle épreuve le rapproche du docteur Ben Salem, époux de sa fille, la princesse Zakia. Celui-ci devient son médecin puis son conseiller politique.

#### Gouvernement Kaak
Le 3 mars 1947, le nouveau résident général Jean Mons arrive à Tunis. La situation politique qu'il y trouve n'a pas changé depuis la fin de la guerre : « Le vieux et le Néo-Destour ne s'entendaient que pour discuter le bey régnant et réclamer la restauration de son prédécesseur dont la popularité s'était accrue du fait de son exil. Sur ce point étaient également d'accord une partie influente de la bourgeoisie et les cadres du syndicalisme tunisien. L'ensemble constituait le moncéfisme. Ce mouvement pesait lourd sur la vie politique tunisienne. Ses manifestations neutralisaient l'autorité du bey régnant […] La cour beylicale vivait dans la hantise du retour de l'ancien bey ». Mons propose alors au président du Conseil Paul Ramadier de remettre Moncef Bey sur le trône en reconnaissant qu'« il faudrait du temps pour régler convenablement le sort de Sidi Lamine et assurer l'installation de la nouvelle cour ». Cependant, Ramadier refuse, inquiet des réactions des communautés françaises en Afrique du Nord.
Face aux attentes des Tunisiens, un nouveau grand vizir, Mustapha Kaak, est désigné par le résident général. Le 19 juillet 1947, la nomination est acceptée par Lamine Bey « non sans mal tant la cour redoutait le rigorisme du nouveau bâtonnier ». Pour la première fois, la parité est établie au gouvernement entre ministres tunisiens et français mais cela ne change rien à la mainmise de la résidence sur l'orientation politique du pays. Le rôle du souverain se limite à l'apposition de son sceau sur les textes de lois qu'on lui propose.

#### Décès de Moncef Bey
Moncef décède le 1er septembre 1948. La dépouille est ramenée à Tunis le 5 pour y être inhumée au milieu de milliers de Tunisiens venus lui rendre hommage. Toutefois, sa famille menace de boycotter la cérémonie si Lamine Bey y assiste. Ce dernier ne s'est d'ailleurs pas déplacé pour leur présenter ses condoléances. Craignant pour sa sécurité, il demande à Mons de s'assurer que son palais est bien gardé. Cette date est le tournant de son règne. L'hypothèque de son remplacement ayant été levée, il y gagne sa légitimité aux yeux de son peuple.

### Rapprochement avec les nationalistes (1948-1950)

#### Rapprochement avec Salah Ben Youssef
Dans les jours qui suivent l'inhumation de Moncef Bey, les néo-destouriens se rapprochent du bey. Salah Ben Youssef rencontre le souverain à de multiples reprises pour l'encourager à refuser de sceller les textes de lois préparés par la résidence avec un début de succès puisque les retards de promulgation s'accumulent. Lamine Bey proteste même officiellement le 1er octobre 1948 lorsqu'il apprend que des Français de Tunisie ont été élus au parlement français. Jean Mons est bien obligé de reconnaître que « Sidi Lamine, n'ayant plus la crainte d'être détrôné, mais désormais possédé par le désir d'être enfin acclamé par le peuple qui l'avait si longtemps dédaigné, accepte de participer aux manœuvres du Destour dont il fut parfois l'instrument conscient. Il a cependant du bon sens et de la finesse, Lamine Bey ».
Le rapprochement est visible par tous le 15 mai 1949 lorsque l'anniversaire de l'intronisation du souverain est l'occasion d'une manifestation dirigée par Ben Youssef et le fils du souverain Chedly. Le 4 juin, malgré les protestations de Mons, le souverain reçoit même une délégation du Néo-Destour alors que le parti est toujours interdit depuis les événements du 9 avril 1938. Toutes ces manœuvres portent leurs fruits : en juillet, pour la première fois, Lamine s'engage dans le combat politique en exprimant le vœu que « le climat favorable à la Tunisie » permette une moisson « de réformes substantielles » pour satisfaire « les aspirations de tous les habitants du Royaume ». Les néo-destouriens sentent que le vent a tourné. En septembre, à son retour d'exil en Égypte, l'une des premières visites de Habib Bourguiba est pour le souverain à qui il déclare qu'il est revenu afin de poursuivre la lutte qu'il a toujours menée et défendre, par cela même, le trône et le peuple tunisien.

#### Soutien aux demandes de réformes du Néo-Destour
Ne voyant rien venir des réformes demandées, Lamine Bey envoie secrètement un émissaire auprès de Mons en mars 1950, demandant une réponse à « sa demande publique de réformes formulée il y a huit mois à la fête de l'Aïd el-Kebir ». Il croit voir dans ces lenteurs un moyen dilatoire à « l'ouverture plus large aux Tunisiens des portes de l'administration tunisienne ». Le résident général en informe aussitôt le gouvernement français en précisant que, faute d'avancées, le bey envisage de ne pas sceller le décret fixant le budget de la Tunisie. Après avoir reçu Bourguiba, le souverain revient à la charge en écrivant au président de la République française Vincent Auriol le 11 avril 1950 : 
« Les principes de l'évolution auxquels on est obligé de se soumettre et que l'on ne peut négliger sans susciter des difficultés que tout homme clairvoyant doit éviter et prévenir nous ont fait un devoir envers nos fidèles sujets de signaler à M. Mons et à vous-même notre pressant désir de voir se réaliser des réformes substantielles et nécessaires, afin de résoudre les problèmes divers […] politiques, économiques, sociaux et culturels […] existant dans notre cher Royaume. C'est que notre peuple qui subit les lois de l'évolution a atteint […] un niveau élevé sans compter qu'il a apporté au noble peuple français son concours au cours des deux grandes guerres pour la défense du droit […] Or, un long laps de temps s'est écoulé sans que nous ayons vu de résultats […] Par contre, le Tunisien commence à donner des signes d'impatience et nous redoutons que cette impatience s'aggrave et se transforme en désespoir dont nous voudrions éviter les conséquences. »
Le même jour, Bourguiba, qui est à Paris, expose les revendications nationalistes dans un programme en sept points reproduit dans la presse parisienne. Les Tunisiens ne s'y trompent pas, ils font un triomphe au souverain lorsque celui-ci se rend à Kairouan le 14 avril et à Sousse le 30, premiers déplacements d'un bey dans l'intérieur du pays depuis 1881. Toutes ces pressions conjointes portent leurs fruits. Un nouveau résident général, Louis Périllier, est nommé. Le 10 juin, à Thionville, Robert Schuman, ministre français des Affaires étrangères, déclare que « M. Périllier, dans ses nouvelles fonctions, aura pour mission de conduire la Tunisie vers le plein épanouissement de ses richesses et de l'amener vers l'autonomie interne ».

### Soutien du gouvernement Chenik (1950-1951)

#### Nomination du nouveau gouvernement
Dès son premier entretien avec le nouveau résident général, Lamine Bey le prévient : « La maturité d'esprit [des Tunisiens] ne manquera pas de vous surprendre. C'est ce qui explique l'insistance que nous mettons depuis quelque temps à recommander la réalisation accélérée de réformes substantielles, à l'échelle des progrès dont le Tunisien a pleinement conscience ». À la fin du discours officiel, il insiste même auprès de son directeur du protocole : « Dites bien au résident que les Tunisiens, ses frères d'adoption, ont tellement grandi que leurs vêtements ne leur vont plus et qu'ils vont se déchirer si on ne les change pas ».
Un nouveau gouvernement est désigné le 17 août 1950 sous la direction de M'hamed Chenik. Contrairement aux craintes du résident général, la nomination de l'ancien grand vizir de Moncef Bey n'a fait l'objet d'aucune réserve de la part de Lamine Bey. Les deux hommes se sont rapprochés depuis le décès de Moncef malgré les très forts liens qui existaient entre l'ancien souverain et son grand vizir. Lamine a témoigné à plusieurs reprises de l'estime qu'il avait pour Chenik et celui-ci y a été sensible. Lui aussi a compris que sa nomination était un moyen de racheter l'injustice dont avait été victime l'ancien monarque. En le recevant au palais de Carthage, Lamine Bey tient à lui préciser ce qu'il attend de cette expérience : « Croyez bien que je ne vous en veux pas d'avoir travaillé loyalement avec mon défunt cousin. Je vous estime et j'ai confiance en vous. Voulez-vous prendre avec moi une anse du couffin [aidez-moi à soulever une partie de la charge] ? L'essentiel, mettons le train sur les rails, nous nous entendrons pour régler la vitesse après ».
Contrairement aux gouvernements précédents, le résident général ne peut plus imposer les ministres tunisiens qu'il désire. La nomination d'Abdelkader Belkhodja est ainsi refusée par Chenik avec le soutien de Lamine Bey. Par contre, ce dernier impose la désignation de son gendre, Mohamed Ben Salem, au poste de ministre de la Santé. Mahmoud El Materi, qui avait été pressenti, doit s'incliner et accepter le poste de ministre de l'Intérieur,.

#### Premières réformes
Au bout de cinq mois de négociations, une première série de réformes est validée par le bey le 8 février 1951. Bien que de portée limitée, elles sont accueillies avec satisfaction par la population tunisienne comme un gage pour l'avenir. Le souverain ne s'y trompe pas et remercie Périllier en le décorant de l'Ordre du Sang. Cependant, à la fureur des ministres tunisiens, les négociations ne reprennent pas. En représailles, Chenik refuse de présenter le budget devant le Grand Conseil, ce qui bloque son examen et sa validation. Lamine Bey sert alors d'intermédiaire entre le résident général et le grand vizir pour trouver un terrain d'entente.

#### Discours du Trône
Le 15 mai 1951, lors du discours du Trône, Lamine Bey apporte un soutien sans équivoque à son gouvernement et aux réformes réclamées : 
« Notre peuple a acquis le droit de respirer l'air de la liberté, d'étancher sa soif aux sources de la justice, de jouir de tous ses droits individuels et collectifs, de vivre dans la paix et la dignité dans le cadre de la souveraineté nationale intégrale […] Nous avons décidé de poursuivre une autre réforme qui comprendra en même temps que la réorganisation de l'exécutif, son mode d'établissement sur la base d'une représentation de toutes les classes de notre peuple dans des corps élus et leur consultation obligatoire afin que nos sujets agréent et acceptent les lois auxquelles ils sont soumis,. »
Contrairement aux usages, le discours lu par Hamadi Badra n'a pas été transmis à l'avance à la résidence générale. C'est un tollé chez les représentants de la colonie française qui estiment que le prestige de la France a été bafoué. Le 19 mai, Périllier se rend en grand uniforme et accompagné d'un cortège militaire au palais beylical pour protester officiellement contre la non-communication du discours et demander le renvoi de Chenik et Ben Youssef. Dès le lendemain, Lamine Bey lui répond indirectement en adressant un télégramme au président Vincent Auriol, protestant énergiquement contre la démarche et le ton du résident général et redisant sa confiance en son gouvernement. Devant la résolution du bey, Périllier renonce à sa demande.

#### Note du 15 décembre 1951
Afin de débloquer la situation, les ministres tunisiens sont invités à Paris pour y présenter leurs revendications. Le 16 octobre 1951, M'hamed Chenik arrive dans la capitale française et remet officiellement à Robert Schuman un mémoire résumant l'essentiel des revendications tunisiennes concernant l'autonomie interne. La réponse ne sera remise que le 15 décembre 1951. C'est une fin de non-recevoir brutale qui rappelle « le caractère définitif du lien qui unit la France à la Tunisie ».
La délégation ministérielle rentre le 22 décembre à Tunis, où elle est reçue au palais. Chenik y reçoit un accueil chaleureux et compréhensif de Lamine Bey qui le félicite et l'assure de sa confiance. Pour renouveler son soutien à son grand vizir, au moment où la presse du Rassemblement français de Tunisie réclame son départ, Lamine Bey lui rend personnellement visite à son domicile le 25 décembre. Encouragé par cette démarche, Chenik rédige la réponse à la note du 15 décembre 1951 et l'envoie à Schuman le 9 janvier 1952 en terminant par ces mots : « Le gouvernement de Son Altesse le Bey, conscient d'avoir, dans sa difficile mission, été à l'extrême limite de la conciliation ne peut que regretter la fin de non recevoir opposée aux solutions de sagesse proposées depuis bientôt un an et demi ». Le 24 décembre, on apprend le départ de Périllier, totalement désavoué par la note du 15 décembre.

### Seul face à De Hautecloque (1952-1953)

#### Arrivée du nouveau résident général

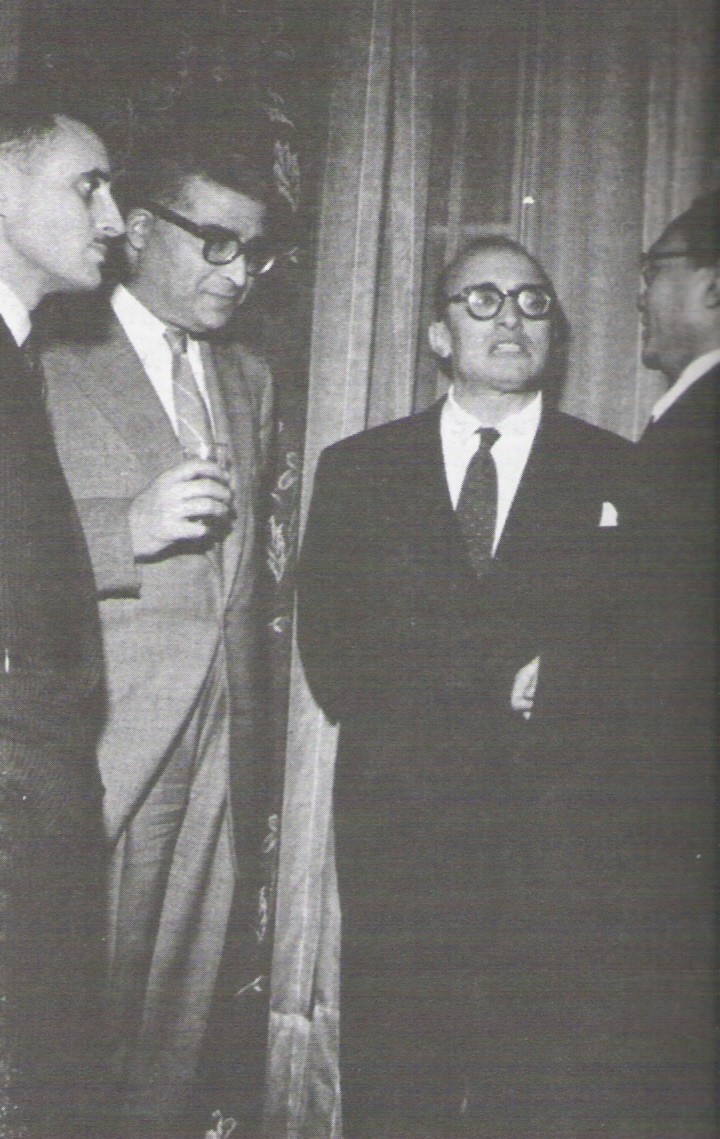
Délégation tunisienne à l'ONU en 1952.

Le 13 janvier 1952, le nouveau résident général Jean de Hauteclocque arrive à Tunis à bord du croiseur Le Mercure. Dès son arrivée, il demande que sa visite au bey se fasse en dehors de la présence des ministres tunisiens qu'il ne veut plus reconnaître. Lamine Bey refuse évidemment et marque sa réprobation ; l'audience a donc lieu en présence du gouvernement Chenik au complet. Le résident général est de retour le surlendemain, ayant appris le dépôt d'une requête du gouvernement tunisien déposée auprès de l'Organisation des Nations unies (ONU). Il en exige le retrait, le rappel immédiat des deux ministres qui l'ont déposée et leur révocation ; il n'obtient cependant satisfaction sur aucune de ses demandes.

#### Dépôt de plainte à l'ONU
Ce dépôt de plainte a été l'objet d'âpres discussions entre Chenik et Chedly Bey qui refuse que son père soit impliqué dans la démarche. Contacté directement, le souverain répond au grand vizir : « Débrouillez-vous. C'est une affaire de gouvernement et de ministres ». La plainte est donc signée par tous les ministres tunisiens sans être revêtue du sceau beylical. Craignant un futur désaveu de son souverain sous la pression du gouvernement français, Chenik force le barrage de Chedly Bey pour l'informer du prochain départ de Salah Ben Youssef et Hamadi Badra chargés de transmettre la requête tunisienne à l'ONU. Le monarque n'y pose aucune objection : « Ce n'est pas logique que deux de mes ministres partent et je ne sois pas au courant. Laissons les partir. Dieu nous guidera sur les moyens ».

#### Début des violences
L'interdiction du congrès du Néo-Destour et les arrestations innombrables déclenchent l'embrasement du pays. De Hauteclocque en est réduit à demander au bey le 24 janvier de lancer un appel au calme, tout en renonçant à demander la démission du gouvernement Chenik. Lamine Bey refuse tant que Bourguiba et ses compagnons sont emprisonnés. Même l'intervention du nouveau président du Conseil, Edgar Faure, reste sans effet et la réponse de Lamine est sans ambiguïté : « Son Altesse le bey a été péniblement affectée par l'extrême sévérité des mesures de répression actuellement en cours qui ont entraîné de nombreuses et graves atteintes à la sécurité des personnes et des biens ainsi qu'à l'exercice de la souveraineté tunisienne, violations dont quelques-unes ont été signalées en leur temps à l'attention de Monsieur le résident général par les soins du gouvernement tunisien. S.A. le bey […] ne peut s'empêcher de constater la disproportion, génératrice d'abus, des forces déployées avec les nécessités réelles. Il se dégage donc de ce qui précède que pour être efficace, la reprise d'une libre discussion, tant souhaitée par S.A. le bey et son gouvernement nécessite une prise de position nette du gouvernement français à l'égard des principes qui doivent servir de base à l'organisation de l'exécutif et du représentatif tunisiens, réalisant une véritable autonomie… ».

#### Arrestation du gouvernement Chenik

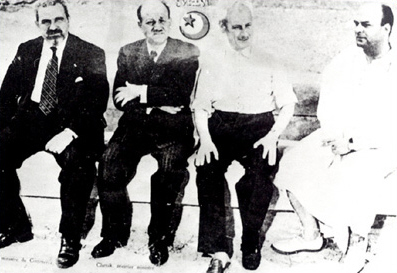
Ministres du cabinet Chenik exilés en mars 1952 : de gauche à droite Mohamed Salah Mzali, M'hamed Chenik, Mahmoud El Materi et Mohamed Ben Salem.

Le 25 mars 1952, après avoir demandé en vain à Lamine Bey de le rencontrer en tête-à-tête, De Hauteclocque se résigne à le voir en présence des ministres tunisiens. Il exige à nouveau la démission du gouvernement Chenik. Ce dernier réplique et le ton monte. En guise de réponse, Lamine Bey fait rédiger par son fils Chedly Bey et M'hamed Chenik un télégramme de protestation au président Vincent Auriol : 
« Depuis que notre dynastie est en rapport avec la République française et plus particulièrement depuis notre accession au trône tunisien, Nous nous sommes toujours plu à reconnaître la courtoisie dont le gouvernement français a eu le souci d'entourer ses interventions auprès de Nous dans les circonstances les plus diverses.

Le ton comminatoire employé par l'ambassadeur tranche avec les traditions de la France et nous autorise à douter qu'un tel comportement puisse être celui de la France vis-à-vis d'un monarque qui lui a donné en toutes circonstances la preuve d'une sincère amitié. »
Quelques heures plus tard, tous les ministres sont arrêtés et internés. C'est le coup de force du 26 mars 1952. En réponse au télégramme de protestation du bey, Auriol lui envoie deux de ses collaborateurs les plus proches, Jacques Kosciusko-Morizet et Jean Forgeot. De Hauteclocque profite de l'occasion pour s'imposer lors de la visite, alors que Lamine Bey refuse de le recevoir depuis l'arrestation de ses ministres. Contrairement à ses attentes, Auriol ne désavoue pas le coup de force. Il lui reproche au contraire de n'avoir toujours pas lancé d'appel au calme ni fait rappeler Ben Youssef et Badra. Privé de tout soutien (même son fils Chedly a disparu), le vieil homme cède et signe le décret nommant Slaheddine Baccouche comme grand vizir le 28 mars 1952.

#### Boycott du gouvernement Baccouche

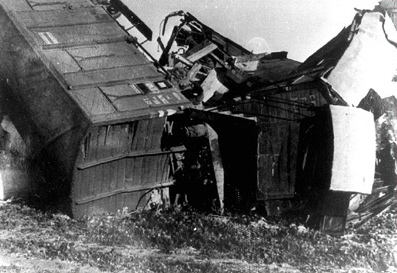
Train saboté par des militants nationalistes.

Dès le début, les conditions de la nomination du second gouvernement Baccouche lui retirent toute légitimité. Les manifestations se succèdent pour protester contre le coup de force. Désavoué et conspué par les manifestants, Baccouche propose sa démission au souverain dès le 14 avril : « Vous n'avez pas à me donner votre démission puisque je ne vous ai pas investi. Adressez-vous à celui qui vous a imposé à moi ». Lamine Bey précise même le 22 juillet à Auriol qu'il n'a octroyé « aucune délégation à l'actuel Premier ministre, encore moins au Conseil des ministres, aux attributions strictement administratives ». On est loin de la confiance que le monarque avait toujours témoignée à M'hamed Chenik.
L'épreuve de force déclenchée par le résident général embrase la Tunisie : les manifestations et les sabotages se succèdent. Lamine Bey refuse tout appel au calme tant que les milliers de Tunisiens internés n'ont pas été libérés. Afin de faire pression sur lui, sa fille, la princesse Zakia, est arrêtée le 29 avril et accusée d'avoir monté une organisation de sabotage avec son amie Rafia Bornaz. On interdit même à son médecin, le docteur Mohamed Ben Salem, de lui rendre visite alors que son infection pulmonaire s'aggrave. Par défi, le souverain se rend lui-même au domicile de son gendre et de sa fille. En sortant, il donne un billet de mille francs à chacun des policiers qui gardent la maison : « Parce que vous surveillez bien ma fille et mon gendre ! ». À toutes ces pressions, Lamine Bey ne peut répondre que par le mépris qu'il éprouve pour son adversaire. Lorsque celui-ci déclare à des journalistes qui l'accueillent à son retour de France qu'il est « revenu gonflé à bloc », le souverain confie à Mzali avec un sourire moqueur : « Un simple coup d'épingle suffira donc à dégonfler cette baudruche ».

#### Tentative d'empoisonnement
Le 7 juin, un individu nommé Mohamed Achouri, de l'entourage du futur prince héritier Essadok Bey, pris de remords, remet au médecin du palais, Abderrahmen Mami, le sachet de poison qu'il était chargé de donner à la cuisinière. Interrogé par les proches du bey, il met en cause le chef de cabinet de la résidence, Jacques Grellet, et un certain Jacobson. Malgré la plainte déposée au commissariat, Achouri disparaît et la plainte est enterrée,, ce qui n'empêche pas le résident général d'insister pour que Lamine Bey assiste à ses côtés à la revue du 14 juillet. Devant son refus, il invite le bey du camp, Azzedine Bey, un « simple d'esprit ».

#### Assemblée des Quarante

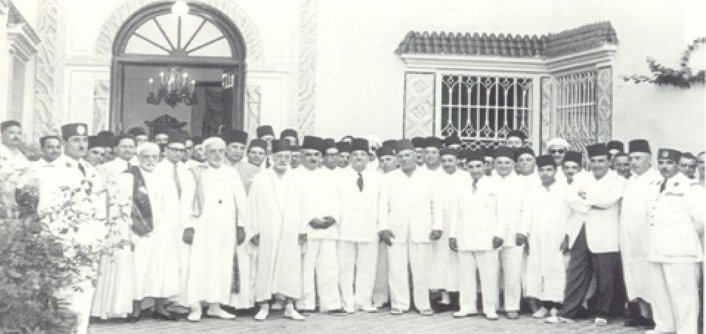
Assemblée des Quarante autour de Lamine Bey.

Les ministres emprisonnés sont libérés peu à peu. Certains retournent auprès de Lamine Bey pour le soutenir. Décidé à boycotter Baccouche et son gouvernement qu'on lui a imposé, le souverain s'appuie de plus en plus sur son fils Chedly et s'entoure de conseillers en qui il a confiance, parmi lesquels Mzali, Farhat Hached, Hédi Nouira et Sadok Mokaddem. En l'absence d'un gouvernement de négociations tel que l'avait été le gouvernement Chenik, des réformes sont préparées à Paris et remises pour signature au bey le 28 juillet. Malgré l'insistance de Jean de Hauteclocque, Lamine Bey refuse de signer et lui précise qu'il lui donnera sa réponse d'ici deux ou trois mois. Le 1er août, il réunit quarante personnalités tunisiennes de toutes opinions politiques au palais de Carthage pour connaître leur avis sur le projet présenté,. Lamine Bey leur précise alors ce qu'il attend d'eux : 
« Je vous demande de bien réfléchir et de me répondre par écrit dans un bref délai. Je vous rappelle que Nous avons formulé dans Notre discours du Trône du 15 mai 1951, et dans le mémoire du gouvernement tunisien du 31 octobre de la même année, des propositions fondamentales. Jugez-vous que celles-ci y sont conformes ? »
Au bout d'un mois de débats et de consultations auprès de diverses catégories sociales et politiques, l'assemblée des Quarante conclut au rejet des réformes jugées insuffisantes au regard des aspirations tunisiennes. D'après Ahmed Mestiri, c'est la « direction clandestine transitoire » du Néo-Destour qui a rédigé la minute de l'avant-projet de réponse aux réformes avant de le transmettre au comité de rédaction par le biais de Hached et Mokaddem. Le 9 septembre 1952, le bey remet au résident général une lettre à l'attention de Vincent Auriol, lui annonçant son refus de signer le projet de réformes. À la réception de la réponse du président français, Lamine fait part de son découragement à Ben Salem : « Il n'y a rien à espérer des différents gouvernements français. Je suis vieux et las. Il se peut que je ne verrai pas notre pays indépendant, qu'à cela ne tienne… Quand on plante un arbre, il ne faut pas espérer en même temps manger de ses fruits ».

#### Assassinat de Farhat Hached

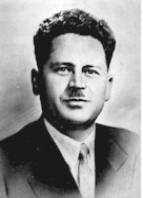
Portrait de Farhat Hached.

Le résident général ne s'avoue pas vaincu. Malgré le rejet de ses propositions de réformes, il fait pression sur le bey pour que celui-ci les signe. Le 30 novembre, le palais est encerclé par des troupes militaires, officiellement chargées de protéger le bey contre des manifestations éventuelles à l'occasion de la fête du Mouled. En l'absence de ses amis nationalistes emprisonnés ou exilés, seul Farhat Hached l'aide encore à résister en lui rendant visite tous les jours. Le 5 décembre 1952, le leader syndicaliste est assassiné par la Main rouge. Le résident général fait éloigner les autres proches du monarque : Mohamed Salah Mzali est ainsi fermement prié de quitter Tunis pour Monastir. Quand il tente d'appeler son souverain, il se rend bien vite compte que le palais est isolé : toutes les liaisons téléphoniques ont été coupées. Privé de ses soutiens, affaibli par la sub-occlusion qui s'est déclenchée à l'annonce du meurtre de Hached, enfermé dans son palais encerclé par les soldats français, le vieil homme écrit une fois de plus au gouvernement français pour lui demander de relancer les négociations pour l'autonomie interne.

#### Ratification de la réformes des élections municipales
La réponse négative reçue le 20 décembre 1952 vient à bout de sa résistance. Le même jour, il cède et signe deux décrets de réformes relatifs aux conseils de caïdats et aux municipalités,. En apprenant la nouvelle depuis son exil sur l'île de La Galite, Bourguiba est conscient des pressions subies par le souverain : « Je ne pense pas qu'il faille jeter la pierre à ce vénérable vieillard qui lutte seul dans des conditions presque désespérées contre un adversaire sans conscience et qui dispose de formidables moyens de contrainte. Il a peut-être estimé – comme il l'a fait le 26 mars après le premier coup de force qui l'a privé brutalement de tous ses ministres – qu'il fallait encore une fois plier pour ne pas être rompu ou que la conjoncture ne lui permettait pas encore de jouer le tout pour le tout. Il n'a peut-être pas tort. En tout cas, il me semble prématuré de porter un jugement définitif sur son dernier geste ».
Mais ces réformes restent sans effet : les élections qui s'ensuivent en mai 1953 sont un échec, les nationalistes lançant une campagne de terreur contre les candidats et les électeurs.
Le 1er juillet 1953, le prince héritier Sidi Azzedine Bey est assassiné à l'intérieur même de son palais ; on lui reproche d'affaiblir la position du bey en répondant favorablement aux sollicitations du résident général. Arrêté sur place, l'assassin est jugé par un tribunal militaire, condamné à la peine de mort le 28 septembre et fusillé le 14 avril 1954. Le nouveau prince héritier est Essadok Bey, fils de Mustapha Bey, considéré comme peu favorable au Néo-Destour.
Le 2 septembre 1953, Jean de Hauteclocque est enfin rappelé à Paris.

### Expérience Mzali (1953-1954)

#### Nouveau résident général
L'arrivée du nouveau résident général Pierre Voizard détend l'atmosphère. Dès son arrivée, Lamine Bey publie un appel au calme, alors qu'il avait toujours refusé cet appel à De Hautecloque : « Au moment où le nouveau résident général, M. Voizard, s'apprête à nous apporter sa collaboration, que nous souhaitons féconde, nous avons le vif désir de voir l'effort de tous tendre à assainir l'atmosphère politique et faciliter ainsi le règlement pacifique des problèmes qui nous préoccupent […] Nous invitons tous les habitants de notre royaume, sans distinction, à écouter la voix de la sagesse et à s'abstenir les uns et les autres de tout acte de violence ».
Des milliers de prisonniers sont libérés et la censure est allégée. Mais les instructions qu'a reçues Voizard du gouvernement français vont vite créer une équivoque qui relancera le pays dans le chaos. La politique de réformes doit se poursuivre avec le bey mais non avec le Néo-Destour qui est considéré comme l'ennemi de la France. « Séparer le bey du Destour », tel est le fondement de cette politique qui va conduire au désastre.
Mais le souverain n'est pas dupe de ces bonnes dispositions apparentes. Le 16 octobre 1953, il refuse de présider l'inauguration de la foire Tunis-Carthage tant que dureront les mesures de répression. Les gestes d'apaisement se multiplient. Le 1er janvier 1954, plusieurs chefs nationalistes sont libérés et aussitôt reçus par le monarque. Malheureusement, Bourguiba manque à l'appel. Toujours interné sur l'île de La Galite, le gouvernement français refuse sa libération malgré les demandes de Voizard et les pressions des Tunisiens.

#### Nomination du gouvernement Mzali

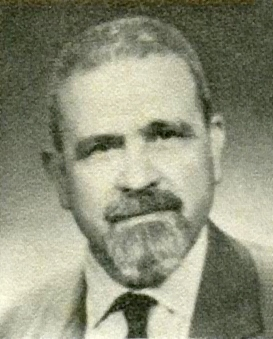
Mohamed Salah Mzali.

Le 18 janvier 1954, Lamine Bey demande à Mzali de procéder à des consultations en vue de former un nouveau gouvernement. Le choix du grand vizir est logique. Dès le 24 novembre 1953, il avait été délégué par le souverain auprès du résident général pour discuter des réformes à apporter au mode de gouvernement.
Celles-ci sont importantes : large majorité de ministres tunisiens, nomination du grand vizir en tant que chef de gouvernement, suppression de l'assentiment résidentiel sur les actes gouvernementaux, rattachement des caïds au grand vizir et non plus à la résidence et création d'une assemblée tunisienne. Lors de l'investiture du nouveau gouvernement, Lamine Bey déclare : « Nous vous apportons la bonne nouvelle que les premières étapes sont franchies, une série de décrets a été préparée, comportant des dispositions qui dégagent nettement la personnalité tunisienne. Le gouvernement tunisien jouissant maintenant de notre totale confiance, nous invitons tous les patriotes à s'unir étroitement autour de nous afin que Dieu couronne notre action d'un plein succès ».
Certains nationalistes, tel Hédi Nouira, veulent tenter l'expérience. Mais le refus de la libération de Bourguiba déclenche la colère des Tunisiens et celle du leader nationaliste : « Voilà comment la défaillance d'un vieillard terrorisé par la peur de la déposition et de l'exil, conjuguée avec l'ambition vile d'un aventurier sans scrupules, risque de priver la Tunisie du seul bien qui lui reste : son statut d'État, sa qualité de personne de droit international reconnue par les traités et confirmée par l'Assemblée générale de l'ONU. Du coup, ma libération est renvoyée aux calendes grecques… ».

#### Échec des réformes
Les attentats reprennent le 22 mars 1954. La lettre adressée au président de la République française par le bey le 1er avril demandant l'amnistie des condamnés politiques et le transfert en France de Bourguiba ne change rien. Le 27 mai, on apprend que Bourguiba, qui vient enfin d'être transféré en France, a renvoyé au bey la grande croix du Nichan Iftikhar qu'il avait reçue en 1950. Le gouvernement démissionne le 17 juin sans aucun successeur. Amer, Lamine confie à Voizard : « Depuis un an que je demande la libération de Bourguiba ou son transfert dans une ville d'eau, je n'ai reçu que des menaces. Ensuite, vous le transférez dans une île sans me demander mon avis. Maintenant, vous le transférez aux environs de Paris et m'enlevez le bénéfice du geste. Je suis prêt à reprendre mon fusil et à faire le fellaga pour retrouver le contact avec mon peuple. Car vous avez tout fait pour m'en séparer ».

### Négociations pour l'indépendance (1954-1956)

#### Autonomie interne
Le 31 juillet 1954, le nouveau président du Conseil Pierre Mendès France arrive à Tunis. À midi et demi, il est reçu par Lamine Bey au palais de Carthage, où il annonce que « l'autonomie interne de la Tunisie est reconnue et proclamée sans arrière-pensée par le gouvernement français ». C'est une divine surprise pour le souverain qui a été tenu à l'écart des négociations entre Mendès France et les néo-destouriens qui ont précédé le voyage. Dès la fin de la visite, il s'adresse à tous ses sujets : 
« Une phase nouvelle vient de s'ouvrir dans notre pays bien-aimé. Il nous est pénible d'évoquer les jours douloureux que la Tunisie tout entière a traversés […] Devant cette étape décisive de notre vie nationale, nous devons être à la hauteur de notre destin en offrant au monde le spectacle d'un peuple uni dans la marche sereine vers le progrès. Ce grand effort constructif auquel nous vous convions ne peut être fécond que dans l'ordre, la paix et la sécurité, auxquels ont droit tous les habitants de ce pays. Nous n'avons pas besoin d'insister sur notre volonté de condamner toutes les manifestations de la violence […] Nous ne doutons pas que cet appel sera entendu et profondément médité par tous et qu'il suscitera la reprise des activités normales du pays. »

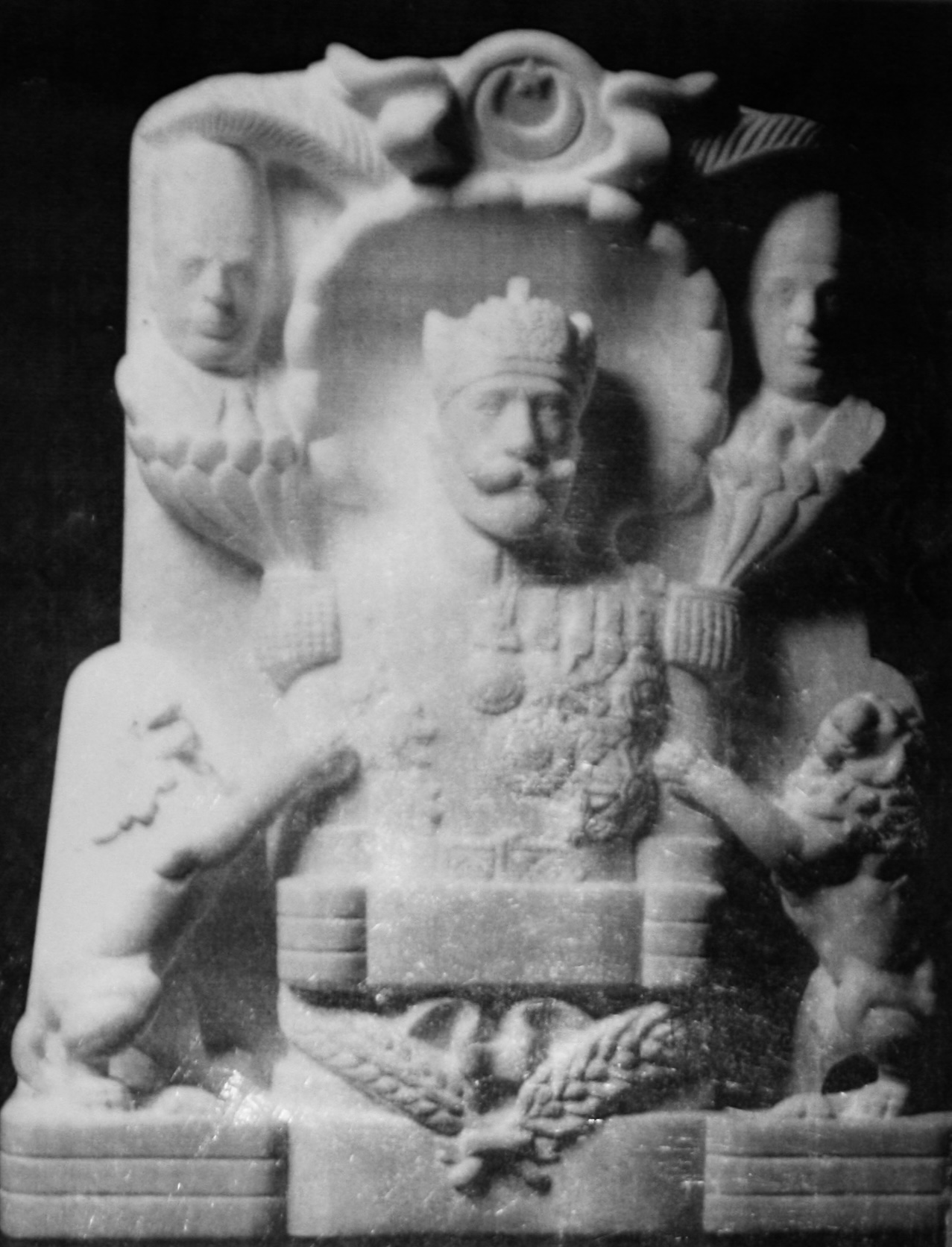
Bas-relief de Lamine Bey réalisé par Brahim Konstantini en 1954.

Le rapport de forces a changé. C'est maintenant le Néo-Destour qui est l'unique interlocuteur du gouvernement français. L'échec de l'expérience Mzali a prouvé qu'il est inutile d'espérer faire évoluer les institutions politiques du pays en ne négociant qu'avec le bey. Le nouveau résident général Pierre Boyer de Latour du Moulin en est vite conscient. Dans sa relation des négociations sur les conventions, il se contente de noter qu'il faut « maintenir en Tunisie le principe monarchique et soutenir un souverain qui garde du prestige auprès des éléments traditionnels ».
Malgré les démarches répétées des proches du bey, la formation du gouvernement se fait sans consulter le palais. Pour retrouver un semblant d'influence, Lamine propose au gouvernement français dès le 10 août 1954 « l'échange du beylicat contre une royauté qui grandirait son autorité nécessaire […] et sanctionnerait l'octroi de la souveraineté interne » tout en l'informant qu'il « est prêt à signer demain les additions au traité du Bardo nécessaires pour assurer le maintien de la coopération franco-tunisienne et de la présence française en Tunisie ». Dans le même temps, des contacts sont pris avec Salah Ben Youssef réfugié à Genève. Néanmoins, ces démarches n'aboutissent pas.

Après dix mois de négociations, les accords d'autonomie interne sont signés le 3 juin 1955. Le retour de Bourguiba à Tunis le 1er juin 1955, accueilli à sa descente du bateau par les trois fils du souverain, est l'occasion d'une immense manifestation de joie de tous les Tunisiens. Après avoir traversé la capitale en liesse, le leader nationaliste rend visite au bey au palais de Carthage, oubliant qu'il lui avait renvoyé sa décoration beylicale quelques mois auparavant. Il déclare alors : 
« Le peuple tunisien est très attaché à la formule beylicale qui, depuis deux siècles et demi, incarne sa personnalité politique. Il n'oublie pas qu'au lendemain de la première guerre mondiale ses princes ont largement aidé à la lutte de la nation pour sa liberté. Un bey régnant est mort en exil pour avoir manifesté une sympathie agissante à l'égard de l'idéal nationaliste à un moment où le mouvement populaire était pratiquement décapité. Le peuple tunisien n'oublie pas que le bey régnant a beaucoup souffert de la politique suivie par la France depuis le 15 décembre 1951 jusqu'au 30 juillet 1954. Toutes ces péripéties, ces souffrances subies en commun ont créé une solidarité profonde entre la nation tunisienne et la famille régnante. »

Le 7 août, Lamine Bey scelle les conventions au cours d'une cérémonie solennelle au palais de Carthage. Le 1er septembre, pour la première fois, le bey scelle des décrets non revêtus du visa résidentiel. Le 29 décembre 1955, le bey scelle le décret portant création d'une Assemblée constituante. L'élection est prévue pour le 8 avril 1956. À l'occasion de la signature du décret, Ahmed Mestiri, directeur du cabinet du ministre de l'Intérieur, déclare : 
« L'Assemblée constituante aura à définir le régime de monarchie constitutionnelle qui doit être instauré dans ce pays. »

#### Affrontements entre bourguibistes et youséfistes

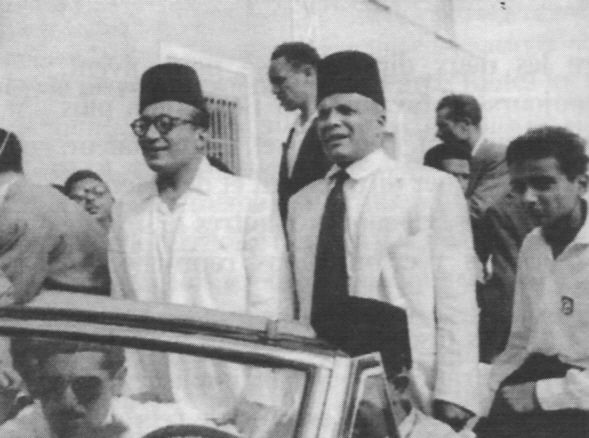
Arrivée de Salah Ben Youssef à Tunis le 13 septembre 1955.

Le retour d'exil de Salah Ben Youssef le 13 septembre 1955 laisse croire à Lamine qu'il a l'occasion de retrouver l'influence politique qu'il a perdue. Il est proche du nationaliste qui fut l'un des rares à lui rendre visite après son intronisation contestée en 1943. Face à la dégradation de la situation qui voit « bourguibistes » et « yousséfistes » s'affronter violemment, le souverain tente vainement de s'ériger en arbitre. Ces derniers sont reçus à plusieurs reprises au palais pour y exposer leurs doléances. Démunis face aux forces de l'ordre qui obéissent au gouvernement nommé avec l'assentiment de Bourguiba, ils escomptent un soutien du monarque inquiet de l'évolution d'une situation politique qui l'a complètement marginalisé. Le 2 décembre, celui-ci convoque le résident général Roger Seydoux — appelé désormais haut-commissaire de France en Tunisie — pour lui rappeler « d'une façon pressante les responsabilités du haut-commissariat [de France] en matière de maintien de l'ordre ». Il réitère ses craintes quelques jours plus tard en rappelant au même interlocuteur qu'« il est responsable de l'ordre public et qu'il lui appartient de prendre des mesures pour parer à une situation s'aggravant de jour en jour et susceptible même de compromettre sa sécurité ». Mais le gouvernement français a déjà fait son choix en transférant au gouvernement tunisien l'administration des forces de police. Lamine tente de s'y opposer en rappelant à Seydoux « qu'il ne peut reconnaître aucun post-scriptum aux conventions signées par lui. Rien ne peut être ajouté à ces textes sans sa demande. Or il n'a rien demandé. L'accord récemment conclu lui paraît d'autant plus inquiétant qu'il permet au parti politique d'agir avec des forces accrues contre l'opposition. Or, il veut que la paix règne dans ses États et il désire que MM. Bourguiba et Ben Youssef, tous deux ses enfants, reçoivent la même protection. [Le bey] affirme son désir de ne pas voir accroître les forces de police à la disposition de son gouvernement ». Ces démarches restent à nouveau sans effet ; il utilise alors le dernier moyen de pression qui lui reste en refusant de sceller les décrets organisant les prochaines élections ainsi que les nominations de nouveaux caïds, à la grande satisfaction de Ben Youssef qui exige un remaniement ministériel : « Le remplacement de ce gouvernement tyrannique et sectaire, par un autre indépendant, neutre et nommé par Son Altesse le bey, profitera à la création d'une assemblée constitutive qui doit être l'œuvre de la volonté populaire ». Mais le souverain comprend vite que sa position est intenable et scelle les décrets dès le lendemain. Comprenant que la partie est perdue et pour éviter son arrestation, Ben Youssef s'enfuit de Tunisie le 28 janvier 1956. Malgré l'exil du leader, la répression s'abat sur ses partisans qui basculent dans la lutte armée. Pour les éradiquer, Bourguiba demande même l'appui des unités du 8e régiment de tirailleurs tunisiens, toujours sous les ordres d'officiers français, avec l'appui de l'aviation et de l'artillerie. Ému par l'information, Lamine Bey proteste auprès de Seydoux début avril 1956 : « Vos soldats sont mes sujets, vous les avez utilisés sans mon assentiment contre d'autres de mes sujets. Le sang versé des deux côtés est du sang tunisien ! ». Seydoux lui apprend alors que Bourguiba est à l'origine de la demande. Aussitôt informé de l'intervention du bey, ce dernier, fou de colère, se précipite au palais et accuse la famille beylicale de vouloir contrecarrer le transfert des forces tunisiennes au gouvernement.

#### Proclamation de l'indépendance
Toutefois, les évènements se précipitent avec l'annonce de la prochaine indépendance du Maroc. À l'issue d'un entretien entre le bey et Roger Seydoux, le grand vizir Tahar Ben Ammar communique que « le bey a chargé le Premier ministre de faire part au gouvernement français de son désir de voir bientôt s'ouvrir de nouvelles négociations qui amèneront la promotion de la Tunisie à l'indépendance ».
Le 20 mars 1956, le protocole d'accord franco-tunisien sur l'indépendance de la Tunisie est signé par Ben Ammar et le ministre français des Affaires étrangères Christian Pineau. Le nouveau gouvernement tunisien dirigé par Bourguiba, considérant que l'indépendance de la Tunisie est reconnue par ce protocole, refuse d'engager les négociations qui y sont mentionnées. C'est pourquoi, contrairement aux conventions d'autonomie interne, le protocole d'indépendance ne sera ratifié, ni par Lamine Bey, ni par le parlement français.

### Instauration de la République et emprisonnement (1956-1958)

#### Humiliations en chaînes
L'Assemblée constituante tient sa première audience solennelle le 8 avril 1956 en présence de Lamine Bey portant l'uniforme de maréchal de l'armée ottomane mais les temps ont changé. Alors que le souverain s'attend à assister aux débats qui doivent aboutir à l'élection du président de l'assemblée, on lui fait comprendre que dans une monarchie parlementaire, seul le peuple dispose de la souveraineté nationale. Tahar Ben Ammar doit intervenir pour le persuader de quitter les lieux. Il s'exécute finalement en maugréant : « Qu'est-ce qu'ils ont à m'avoir escamoté ainsi ? »
Ce n'est que le début d'une longue descente aux enfers. Dès le 31 mai 1956, un décret supprime « tous privilèges, exonérations ou immunités de quelque nature que ce soit jusque-là reconnus aux membres de la famille beylicale ». Bien que directement concerné, Lamine Bey accepte d'apposer son sceau sur ce décret qui entraîne la fin des dotations versées aux princes et princesses de la famille beylicale ainsi que le rattachement à l'État du domaine de la Couronne. Le décret du 21 juin 1956 modifie les armoiries du royaume et supprime toute allusion à la dynastie husseinite ; celui du 3 août prive le bey de l'exercice du pouvoir réglementaire qui est désormais transféré au Premier ministre.
Enfin, le chef du gouvernement oblige le bey à signer différents décrets annulant l'acquisition par le souverain de plusieurs propriétés suivi par leur affectation au domaine de l'État. La signature par le bey de ces derniers textes est accompagnée de commentaires de presse très sévères en ce qui concerne les conditions douteuses, sinon délictueuses de ces acquisitions. Toutes ces mesures, en abaissant le prestige du souverain, préparent l'opinion à une déchéance que tout le monde sent comme inéluctable. Seule éclaircie au milieu de ces attaques, Lamine est le premier à être décoré le 19 décembre 1956 du tout nouvel Ordre de l'Indépendance. Le même jour, Bourguiba reçoit le Nichan Iftikhar des mains du souverain.

D'autres signes apparaissent néanmoins, démontrant le peu de respect qu'éprouve Bourguiba, nouveau chef du gouvernement, pour la famille beylicale. Ainsi, le 19 juillet 1956, au cours de la réception de l'Aïd, lorsque Bourguiba accompagné de ses ministres vient présenter ses vœux à la beya (épouse du bey), il refuse de s'avancer jusqu'au trône : « Je ne suis pas venu comme avant, mais en tant que chef du gouvernement et vous vous devez de venir à ma rencontre et de ne pas rester assise sur votre trône ». De même, lors d'une conférence tenue devant des étudiants en 1973, il raconte cette anecdote : 
« Je lui en fis voir [au bey] de toutes les couleurs. Une fois, la veille du 27 du mois de Ramadan, selon la tradition, je l'accompagnai à la mosquée Zitouna. Il s'appuyait sur une canne en ivoire finement ouvragée. À la fin de la cérémonie, le cortège prit le chemin du retour vers le Palais beylical de Carthage. Arrivés à destination, nous franchîmes les deux premières portes. Au moment où il allait passer la troisième, le bey me tendit sa canne, comme si je devais l'en débarrasser.

- Qu'est-ce à dire ? m'écriais-je.

- C'est ce que vous offre Son Altesse, s'empressa de répondre son fils M'hamed qui ne manquait ni de finesse, ni d'intelligence.

Cela changeait tout et j'acceptai le présent. Je n'arrive d'ailleurs plus à mettre la main dessus. »

#### Proclamation de la République et assignation à résidence

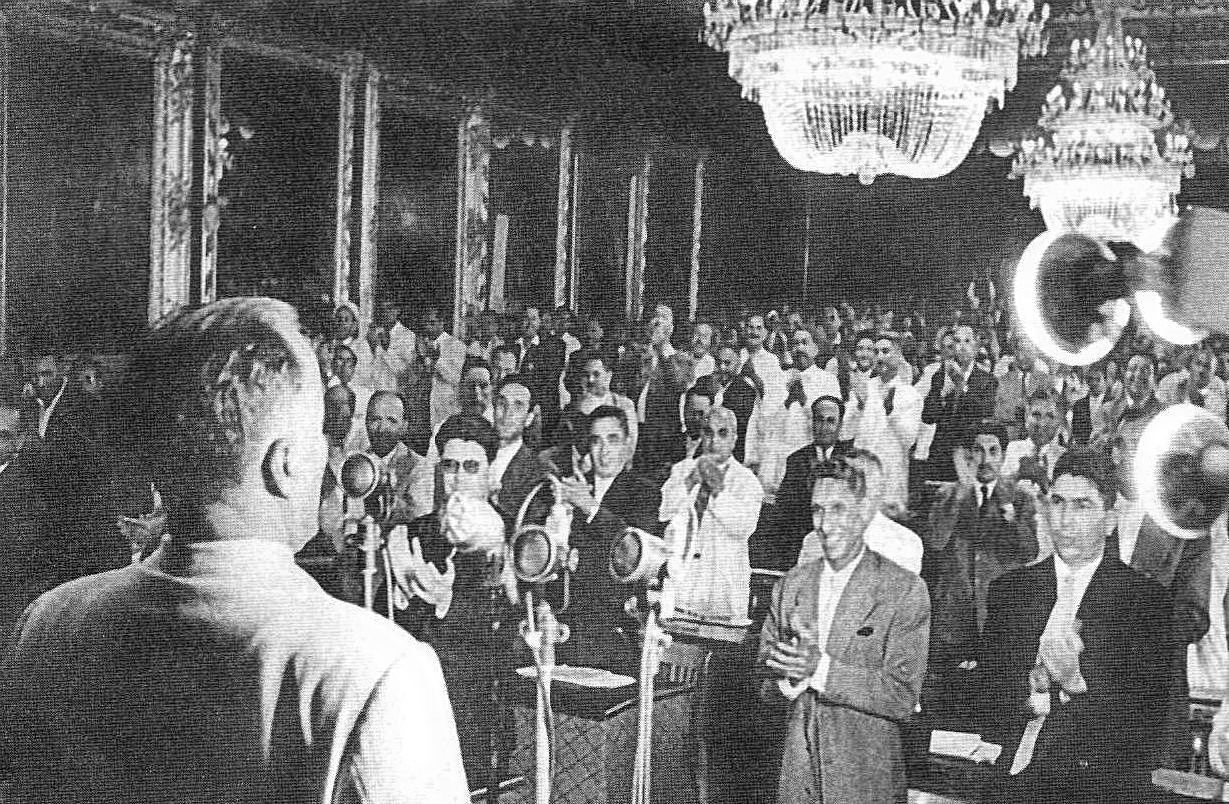
Proclamation de la République le 25 juillet 1957.

Le 15 juillet 1957, l'armée tunisienne remplace la garde beylicale qui assurait la sécurité du palais, si bien que le bey et son entourage ne sont plus libres de leurs mouvements. Le 18 juillet, Salah Eddine Bey, le fils cadet, est arrêté sur la base d'un dossier de droit commun fabriqué par la police. Tous ces évènements préfigurent la proclamation de la République le 25 juillet 1957 lors d'une séance solennelle de l'assemblée, où un discours fleuve de Bourguiba condamne sans appel la monarchie, la famille husseinite et son dernier représentant, Lamine Bey. La séance est clôturée avec vote à main levée d'une résolution proclamant la république avec Bourguiba comme président.

Aussitôt une délégation dirigée par Ali Belhouane, vice-président de l'assemblée et comprenant le ministre de l'Intérieur Taïeb Mehiri et le ministre de la Justice Ahmed Mestiri, se rend au palais pour remettre au souverain le nouveau décret et lui demander de quitter les lieux avec son épouse, leurs trois fils, leurs sept filles et les enfants de ceux-ci. 
« Nous pénétrons sans tarder dans la salle du Trône, sans nous faire annoncer puisque nous étions attendus ! Lamine Bey, vêtu d'une jebba et sans coiffure, debout, assez digne, nous avait reçus sans un mot. Belhouane clame de sa voix théâtrale As-Salamou Alaïkoum puis donne lecture de la résolution de l'Assemblée constituante. Un photographe qui nous accompagnait avait voulu opérer, aussitôt Lamine Bey est sorti de son silence : « Ah non… pas ça ! » avec un geste de dénégation de sa main, dernier réflexe d'autorité. Nous n'avons pas voulu démentir et humilier davantage le vieil homme. Puis Ali Belhouane a tourné les talons après un geste de salut de la main, répétant de sa voix de stentor As-Salamou Alaïkoum. Alors que nous nous retirons, Driss Guiga, directeur de la police se présente et s'adresse au souverain déchu : « M. Lamine Ben Mohamed Lahbib ? » Il lui notifie un arrêté d'éloignement du ministre de l'Intérieur. C'est alors que Lamine Bey réagit de nouveau en entendant prononcer le nom de son père : Allah Yarhamou (que Dieu ait son âme) l'avons-nous entendu dire distinctement, en quittant la salle. C'était terminé. L'action n'a pas duré trois minutes ! »
Lamine sort de son palais portant une simple jebba de lin blanc et des savates marocaines jaunes qu'il perd en chemin. Il est emmené au palais Hidaya de La Manouba, une vieille résidence beylicale délaissée sans eau ni électricité, où il est assigné à résidence en compagnie de plusieurs membres de sa famille : sa femme Lalla Jeneïna, ses fils les princes Chedly, M'hamed et Salah Eddine, la princesse Soufia, son gendre Mohamed Ben Salem et le bey du camp, le prince Hassine. Le mobilier de leur nouvelle demeure est réduit à sa plus simple expression : dans chaque pièce, un matelas est posé sur le sol sans drap ni couvertures. Quant à la nourriture, elle n'est fournie que pendant les trois premières journées, à charge pour les assignés de se débrouiller par la suite.
Chedly et Ben Salem sont transférés dans la prison de Kairouan le 11 août. Hassine, M'hamed et la princesse Soufia sont libérés quelque temps plus tard. Le dernier fils, Salah Eddine, est transféré dans la prison civile de Tunis trois mois après son assignation à résidence. Restés seuls dans ce palais en ruines, l'ancien couple beylical ne le quitte qu'en octobre 1958, lorsque le gouverneur est alerté par un médecin italien de la dégradation de la santé de Lamine. Ils sont alors transférés dans une petite villa à La Soukra comportant deux pièces, une cuisine et une salle de bains. Une allocation mensuelle de 80 dinars leur est également attribuée, ce qui correspond à peu près aux émoluments d'un professeur d'enseignement secondaire. L'assignation à résidence n'est pas levée pour autant puisque même les sorties dans le jardin de la villa leur sont interdites et un policier reste en faction à l'intérieur même de la demeure. Cependant leur fille, la princesse Soufia, peut leur rendre visite à tout moment. On est alors en pleine polémique à la suite du procès de Tahar Ben Ammar qui vient de s'achever le 8 septembre. Parmi les chefs d'accusation retenus puis abandonnés est citée la détention de bijoux ayant appartenu à la beya et qui sont toujours activement recherchés.
Deux ans plus tard, la recherche des bijoux est relancée et les époux beylicaux convoqués pour interrogatoire. Peut-être est-ce à cette époque que Salah Eddine, toujours incarcéré dans la prison civile de Tunis, est conduit à son père emprisonné dans le même bâtiment « pour lui dire adieu ». Convoquée à la direction de la sûreté nationale, l'épouse de Lamine est interrogée sans relâche pendant trois jours au point d'en perdre l'usage de la parole et de faire une crise d'apoplexie comme en témoigne son fils Salah Eddine des années plus tard : « Quant à ma mère, elle ne s'est plus remise de son arrestation, et surtout de ses trois jours d'enquête au 4e étage du ministère de l'Intérieur où la direction de la sûreté la questionnait en permanence sur le sort des bijoux de la famille. Maltraitée ou pas, elle est revenue en tout cas avec du sang qui sortait de sa bouche et du bas-ventre. Des hémorragies internes. Elle mourra plus tard dans les bras de mon père, choquée à jamais, et sans jamais nous dire ce qu'elle avait subi pendant son interpellation au ministère de l'Intérieur ». Ramenée agonisante à La Soukra, elle décède deux jours plus tard ; elle est inhumée au cimetière Sidi Abdelaziz de La Marsa en présence de ses fils Salah Eddine et M'hamed. Lamine n'a pas été autorisé à quitter sa villa pour l'occasion. Le public est également tenu à l'écart par les policiers. Sidi Ali Ben Khodja, Cheikh El Islam, a tout de même été autorisé à entrer pour prononcer la prière pour les morts.
Quelques jours plus tard, l'assignation à résidence est enfin levée. Lamine a l'autorisation de sortir dans le jardin et de se rendre sur la tombe de sa défunte épouse. Il quitte alors la villa de La Soukra pour emménager dans l'appartement d'un ami israélite, rue de Yougoslavie, qui avait déjà recueilli Ahmed El Kassar, le mari de la princesse Soufia, ainsi que la famille du prince Salah Eddine lorsque ceux-ci avaient été expulsés du palais. Lorsque son fils Chedly est libéré en 1961, il s'installe avec lui à Tunis, rue Fénelon dans le quartier Lafayette, dans un appartement de deux pièces constamment surveillé par des policiers en civil. Il meurt le 30 septembre 1962 ; il est inhumé au cimetière Sidi Abdelaziz auprès de son épouse, contrairement à la majorité des souverains qui sont enterrés au mausolée du Tourbet El Bey situé dans la médina de Tunis. C'est le cheikh Mohamed Tahar Ben Achour qui récite la prière des morts sur sa dépouille. Un seul photographe, Victor Sebag, immortalise la cérémonie, ce qui lui vaut de passer la nuit au commissariat.

## Vie privée
Marié à la princesse Jeneïna Beya en 1902, il a douze enfants soit trois garçons et neuf filles :
- Lalla Aïcha (juillet 1906-1994), épouse Slaheddine Meherzi (v. 1913-2001) ;
- Lalla Khadija (8 avril 1909-?), épouse Khaireddine Azzouz ;
- Chedly Bey (12 décembre 1910-2 juillet 2004), épouse Hosn El Oujoud Zakkaria (?-1991) ;
- Lalla Soufia (12 mai 1912-août 1994), épouse Mohamed Hédi Bey (1907-1965) puis Hédi Ben Mustapha puis Ahmed Kassar ;
- M'hamed Bey (26 novembre 1914-13 février 1999), épouse une odalisque du nom de Safiyé (v. 1910-2000) et élevée par Lalla Kmar (épouse successive de Sadok Bey, Ali III Bey et Naceur Bey) ;
- Salah Eddine Bey[129] (2 octobre 1919-21 décembre 2003), épouse Habiba Meherzi (1916-?) puis Liliane Zid (?-1998) ;
- Lalla Zakia (septembre 1921-2 février 1998[réf. nécessaire]), épouse Mohamed Ben Salem (1915-2001) ;
- Lalla Zeneïkha ou Zleikha (18 mars 1923-9 septembre 2007[réf. nécessaire]), épouse Nasreddine Zakaria ;
- Lalla Fatima (août 1924-octobre 1957), épouse Mustapha Ben Abdallah ;
- Lalla Kabira dite Kabboura (octobre 1926-27 août 2007), épouse Mohamed Aziz Bahri ;
- Lalla Lilia (12 septembre 1929-19 février 2021[130]), épouse Hamadi Chelly ;
- Lalla Hédia (18 septembre 1931-2010[réf. nécessaire]), épouse du haut fonctionnaire Osman Bahri (1923-1973).

## Ascendance
|  |                               |  |  |  |  |  |  |  |  |  |  |  |  |  |  |  |
|  | 16. Mahmoud Bey               |  |  |  |  |  |  |  |  |  |  |  |  |  |  |  |
|  |                               |  |  |  |  |  |  |  |  |  |  |  |  |  |  |  |
|  |                               |  |  |  |  |  |  |  |  |  |  |  |  |  |  |  |
|  | 8. Hussein II Bey             |  |  |  |  |  |  |  |  |  |  |  |  |  |  |  |
|  |                               |  |  |  |  |  |  |  |  |  |  |  |  |  |  |  |
|  |                               |  |  |  |  |  |  |  |  |  |  |  |  |  |  |  |
|  | 17. Lalla Amina Beya          |  |  |  |  |  |  |  |  |  |  |  |  |  |  |  |
|  |                               |  |  |  |  |  |  |  |  |  |  |  |  |  |  |  |
|  |                               |  |  |  |  |  |  |  |  |  |  |  |  |  |  |  |
|  | 4. Sidi Muhammad al-Mamun Bey |  |  |  |  |  |  |  |  |  |  |  |  |  |  |  |
|  |                               |  |  |  |  |  |  |  |  |  |  |  |  |  |  |  |
|  |                               |  |  |  |  |  |  |  |  |  |  |  |  |  |  |  |
|  | 2. Habib Bey                  |  |  |  |  |  |  |  |  |  |  |  |  |  |  |  |
|  |                               |  |  |  |  |  |  |  |  |  |  |  |  |  |  |  |
|  |                               |  |  |  |  |  |  |  |  |  |  |  |  |  |  |  |
|  | 5. Lalla Fatima               |  |  |  |  |  |  |  |  |  |  |  |  |  |  |  |
|  |                               |  |  |  |  |  |  |  |  |  |  |  |  |  |  |  |
|  |                               |  |  |  |  |  |  |  |  |  |  |  |  |  |  |  |
|  | 1. Lamine Bey                 |  |  |  |  |  |  |  |  |  |  |  |  |  |  |  |
|  |                               |  |  |  |  |  |  |  |  |  |  |  |  |  |  |  |
|  |                               |  |  |  |  |  |  |  |  |  |  |  |  |  |  |  |
|  | 12. Sidi Ismail               |  |  |  |  |  |  |  |  |  |  |  |  |  |  |  |
|  |                               |  |  |  |  |  |  |  |  |  |  |  |  |  |  |  |
|  |                               |  |  |  |  |  |  |  |  |  |  |  |  |  |  |  |
|  | 6. Sidi Muhammad bin Ismail   |  |  |  |  |  |  |  |  |  |  |  |  |  |  |  |
|  |                               |  |  |  |  |  |  |  |  |  |  |  |  |  |  |  |
|  |                               |  |  |  |  |  |  |  |  |  |  |  |  |  |  |  |
|  | 3. Lalla Fatima bint Muhammad |  |  |  |  |  |  |  |  |  |  |  |  |  |  |  |
|  |                               |  |  |  |  |  |  |  |  |  |  |  |  |  |  |  |
|  |                               |  |  |  |  |  |  |  |  |  |  |  |  |  |  |  |